# Per Bergerud
Per Bergerud (* 28. Juni 1956 in Flesberg) ist ein ehemaliger norwegischer Skispringer. Er startete für den Verein der Stadt Flesberg, den Svene IL.

## Werdegang
Er hatte seinen ersten Auftritt bei einem internationalen Turnier 1974 bei der Vierschanzentournee in Oberstdorf. Zwei Jahre später gehörte er bei den Olympischen Winterspielen 1976 in Innsbruck zum norwegischen Aufgebot und sprang von der Normalschanze auf den 43. und von der Großschanze den 26. Platz. Am 4. Januar 1978 gelang ihm beim Tourneespringen auf der Innsbrucker Bergiselschanze sein erster Sieg. In der folgenden Saison wurde erstmals der Skisprung-Weltcup ausgetragen und Bergerud gehörte von Anfang an zum norwegischen Nationalkader. Bei den Olympischen Winterspielen 1980 startete Bergerud erneut für Norwegen und sprang von der Normalschanze auf den 18. und von der Großschanze auf den 16. Platz.
In den folgenden Saisons feierte Bergerud jeweils einen Saisonsieg: 1980 gewann er in Vikersund, 1981 und 1983 in Engelberg. In der Gesamtwertung der Vierschanzentournee war ein dritter Platz 1981/82, in der Weltcupgesamtwertung ein fünfter Platz in der Saison 1982/83 seine beste Platzierung.
Bergerud war zudem achtfacher norwegischer Landesmeister; 1979 gewann er das Springen auf dem Holmenkollbakken, und 1985 wurde er mit der Holmenkollen-Medaille geehrt, der höchsten Auszeichnung des norwegischen Skiverbandes.
Seine größten Erfolge konnte er jedoch bei Weltmeisterschaften feiern. 1982 in Oslo wurde er mit dem norwegischen Team Mannschaftsweltmeister, und 1985 in Seefeld gewann er Gold auf der Großschanze und Bronze auf der Normalschanze.
Nach diesem seinen erfolgreichsten Winter beendete er seine Sportlerkarriere. Heute ist er Vorsitzender der Zeitarbeitsagentur Proffice, einem der größten Arbeitgeber Skandinaviens.

## Erfolge

### Weltcupsiege im Einzel
| Nr. | Datum           | Ort       | Typ         |
| --- | --------------- | --------- | ----------- |
| 1.  | 2. März 1980    | Vikersund | Flugschanze |
| 2.  | 25. Januar 1981 | Engelberg | Großschanze |
| 3.  | 30. Januar 1983 | Engelberg | Großschanze |

### Weltcup-Platzierungen
| Saison  | Platz | Punkte |
| ------- | ----- | ------ |
| 1979/80 | 17.   | 070    |
| 1980/81 | 08.   | 124    |
| 1981/82 | 06.   | 129    |
| 1982/83 | 05.   | 137    |
| 1983/84 | 12.   | 080    |
| 1984/85 | 09.   | 088    |

### Schanzenrekorde
| Ort       | Land    | Weite               | aufgestellt am  | Rekord bis       |
| --------- | ------- | ------------------- | --------------- | ---------------- |
| Engelberg | Schweiz | 119,5 m (HS: 137 m) | 25. Januar 1981 | 26. Februar 1984 |